# Adam Dutkiewicz
Adam Jonathan Dutkiewicz, aussi surnommé Adam D (né le 4 avril 1977 dans le Massachusetts), est le guitariste et backing vocalist des groupes Killswitch Engage, Aftershock et plus récemment Times Of Grace.

## Biographie
Adam Dutkiewicz, qui est d'ascendance polonaise, a grandi dans Westhampton, le Massachusetts.
Il a suivi des cours à la Berklee College of Music à Boston. À l'université, il a commencé à jouer avec le groupe Aftershock avec son ami Joel Stroetzel, qui est l'autre guitariste de Killswitch Engage. Ensemble, avec Mike D'Antonio et Jesse Leach, ils créerent Killswitch Engage. Adam était le batteur de Killswitch Engage, jusqu'au 2e album Alive or Just Breathing, puis devint guitariste du groupe, Tom Gomes rejoignant le groupe comme batteur.
Il a assumé le rôle de producteur sur les albums de Killswitch Engage, [4] sauf leur cinquième, sorti le 30 juin 2009. Pour cet album il a pris sur le travail de coproducteur aux côtés de Brendan O'Brien (connu pour son travail avec AC/DC, The Offspring, Pearl Jam, Incubus, Mastodon, Rage Against The Machine et Stone Temple Pilots).
Adam a également produit des groupes comme As I Lay Dying, Underøath,  The Acacia Strain,  Unearth,  All That Remains,  From Autumn to Ashes, Johnny Truant, Parkway Drive, The Agony Scene, Every Time I Die. On l'a comparé à Ross Robinson, producteur de nombreux albums de nu metal, en raison de son influence dans le métal moderne et sur le son du metalcore mélodique. Il est également ingénieur chez Zing Studios, qui a produit de nombreux artistes, incluant ceux de Tooth & Nail Records et son sous-label Solid State Records.

## Vie privée
Adam Dutkiewicz a un frère nommé Tobias (qui était le chanteur d'Aftershock), ainsi que deux sœurs Katelyn et Rebecca.

## Matériel

### Guitares
Ses guitares ont pendant une longue période été des guitares Caparison, utilisant surtout le Caparison PLM-3, un modèle qui n'est plus produit, avec des micros EMG (EMG 85 et deux EMG SA avec des bobines simples) au milieu et en dessous et DR Tite-Fit .012-.052 cordes. Il dit aimer ces guitares parce qu'elles ont « un manche très proche des Stratocaster ».
Lors de la tournée de 2008, il a utilisé une guitare Parker Fly noire, avec un micro EMG 81/EMG 85. On l'a vu avec une Caparison personnalisée, modelé après le modèle Dellinger, avant d'utiliser une Parker. Il justifie l'utilisation de cette dernière en live car ce sont des guitares très légères qui lui permettent de jouer sur scène sans s'abîmer le dos. Adam Dutkiewicz a désormais sa propre signature de guitare chez Parker.
Il utilise pour la tournée de Times Of Grace une guitare ESP Eclipse rouge avec des micros EMG 85/81
Dutkiewicz utilise une PRS Custom 22 et des Framus 6 et 7 cordes avec Times Of Grace.

### Amplificateurs
Au cours de sa carrière, Adam Dutkiewicz a utilisé une gamme d'amplificateurs différents incluant Hughes et Kettner TriAmp MK II, Vox AC30's, Peavey 5150, et plus récemment un EVH 5150 III avec Times Of Grace